# 乔司南站
乔司南站是杭州地铁9号线的一个车站，为高架侧式站台车站，位于中华人民共和国浙江省杭州市临平区乔司街道三角村稼东路中央绿化带内。车站于2009年3月随杭州地铁1号线余杭段开工，2012年11月24日正式开通。2021年7月10日，原杭州地铁1号线临平支线改编为9号线的一部分，车站不再由杭港地铁管辖。

## 车站结构
乔司南站为高架三层侧式站台，站房总面积14063平方米，其中地下室3665平方米，主体建筑9042平方米（含商业部分1507平方米），天桥1356平方米，车站总长127米，标准段宽度14米。

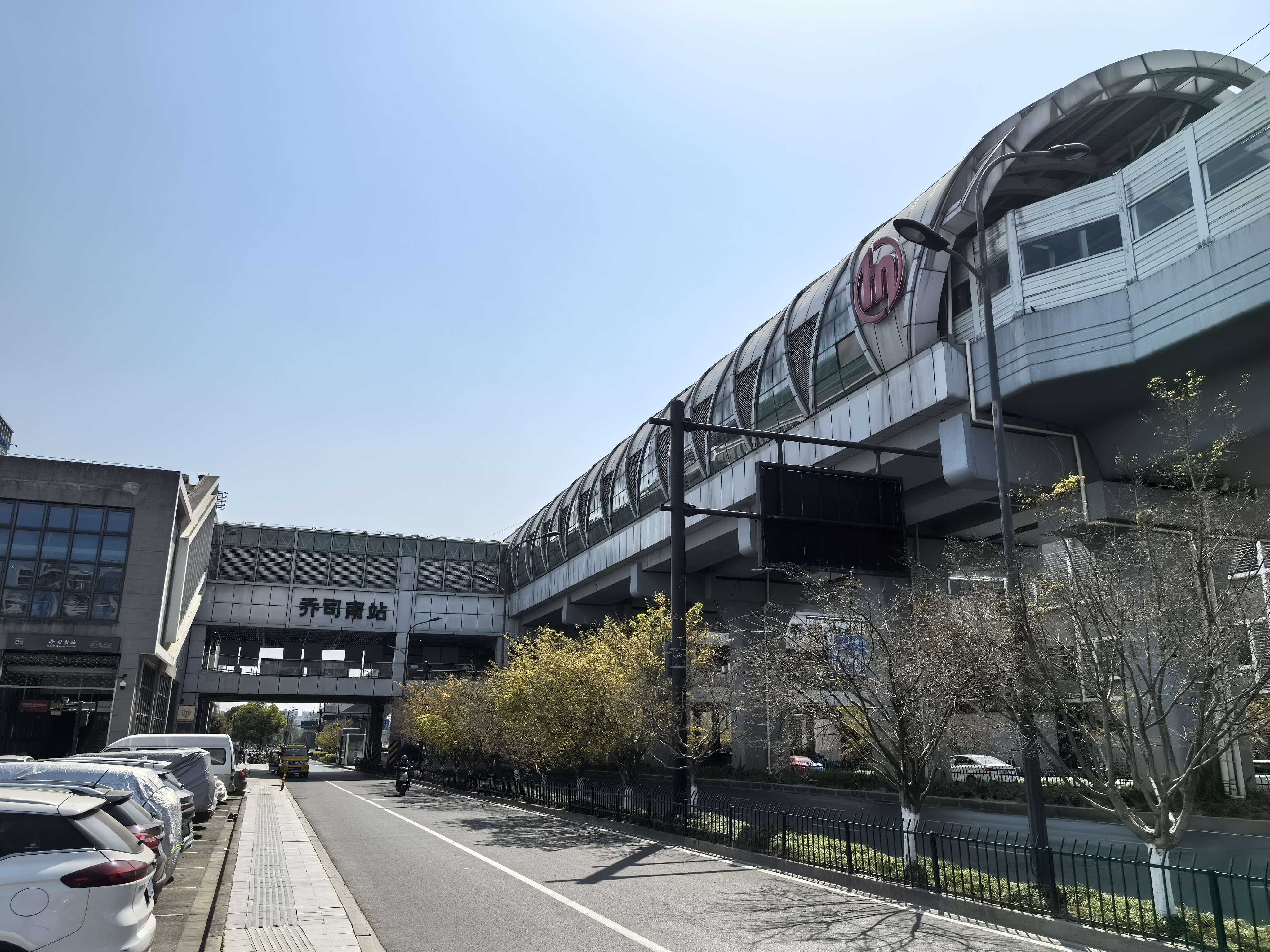
车站外观
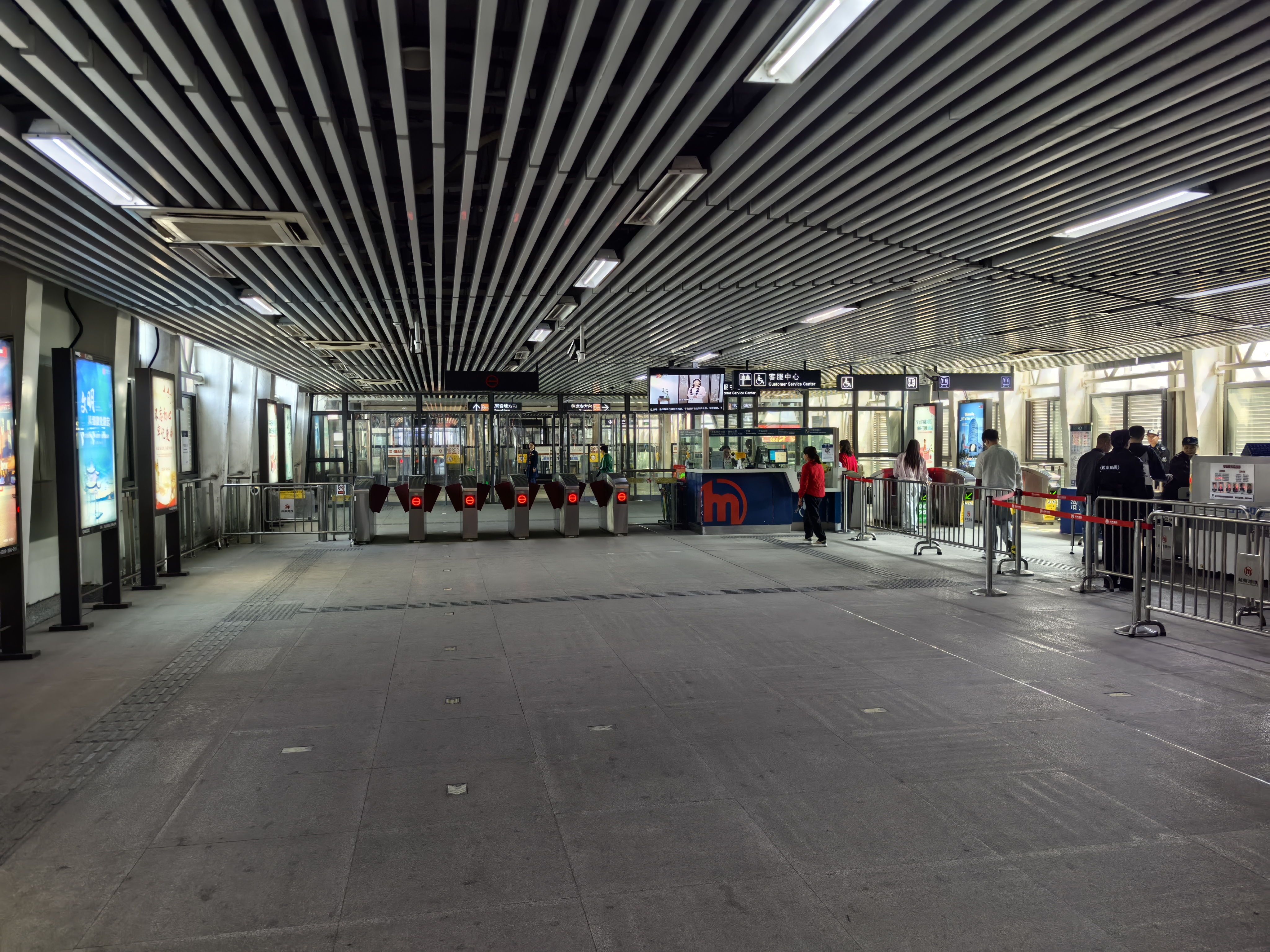
站厅
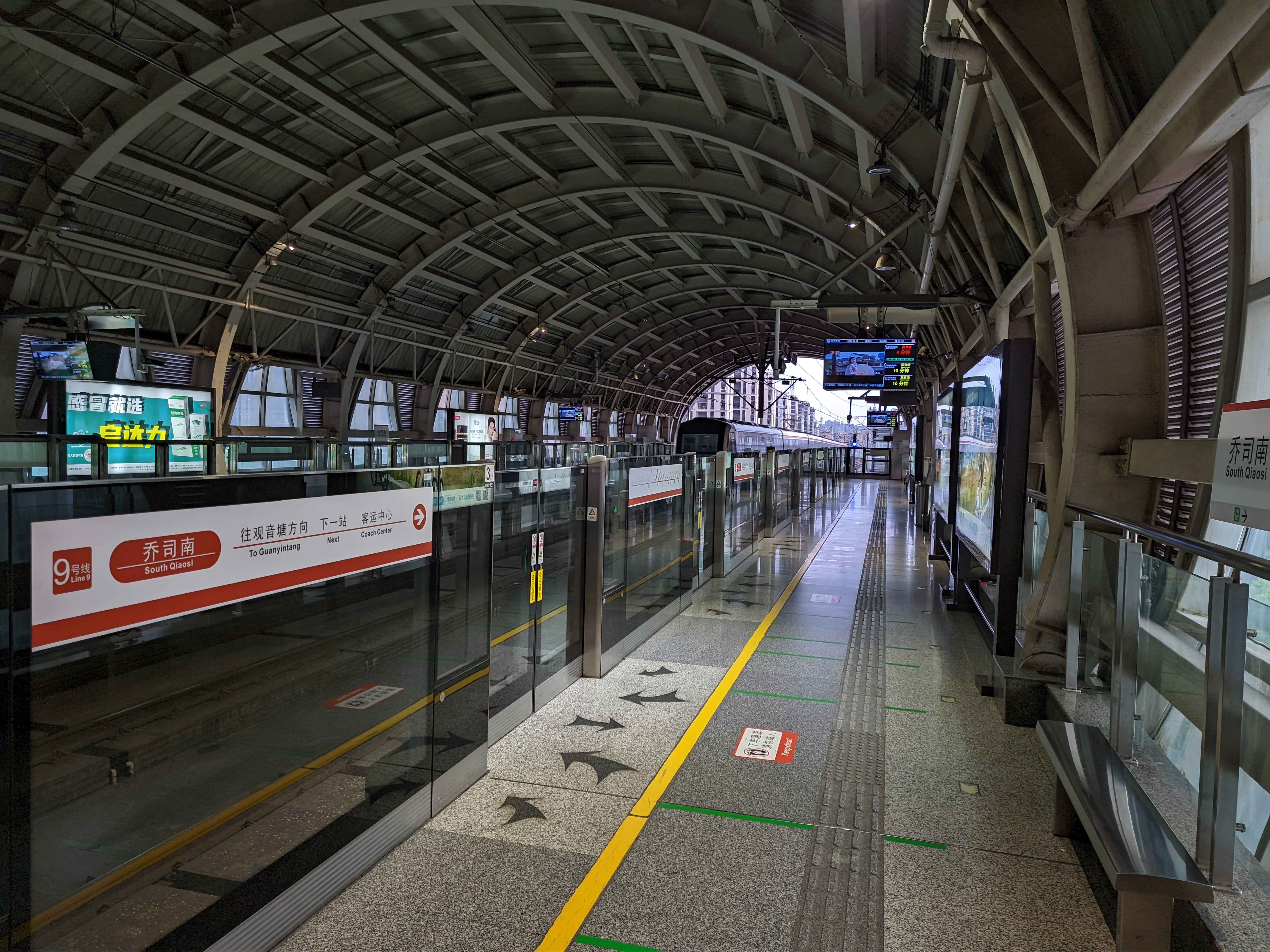
观音塘方向月台

### 楼层分布
| 3层  | 站厅               | 客服中心、安检通道、进站闸机 |  |  |
|      | 侧式站台，右侧开门 |                              |  |  |
|      |                    | █ 9号线 往观音塘（客运中心） |  |  |
|      |                    | █ 9号线 往龙安（乔司）       |  |  |
|      | 侧式站台，右侧开门 |                              |  |  |
|      | 站厅               | 客服中心、安检通道、进站闸机 |  |  |
| 2层  | 夹层               | 楼梯、换向通道、商店         |  |  |
| 地面 |                    | 出口                         |  |  |

### 站台
乔司南站站台位于高架三层，设有2座侧式站台。
2013年夏季，乔司南站等高架站存在站台层玻璃大量碎裂的情况，其中穹顶玻璃碎裂较多，三个车站加起来共有32块，侧面挡风玻璃碎了14块，为解决此问题，地铁公司将穹顶玻璃全部更换为不透明的铝合金板，使得白天的站台变得较为昏暗。

## 出口
| 编号                     | 出口标识   | 建议前往的目的地 | 图片 |
| ------------------------ | ---------- | ---------------- | ---- |
| A1                       | 稼东路东侧 |                  |      |
| · （位于A1口和A2口中间） | 稼东路东侧 |                  |      |
| A2                       | 稼东路东侧 |                  |      |
| B                        | 稼东路西侧 |                  |      |
| 註： 设有电梯            |            |                  |      |

## 接驳交通

### 公交
- A口、B口：地铁乔司南站

| 地铁乔司南站（A·B） | 地铁乔司南站（A·B） | 地铁乔司南站（A·B） | 地铁乔司南站（A·B） | 地铁乔司南站（A·B） |
| 编号                | 路线                | 路线                | 路线                | 备注                |
| ------------------- | ------------------- | ------------------- | ------------------- | ------------------- |
| 1707                | 杭州汽车客运中心    | ⇆                   | 十一堡              |                     |
| 2630M               | 地铁乔司南站（A·B） | ⇆                   | 九华路冯金街口      |                     |